# Jakubova Voľa
Jakubova Voľa (węg. Jakabfölde) – wieś (obec) na Słowacji, w kraju preszowskim, w powiecie Sabinov. Pierwsza pisemna wzmianka o miejscowości pochodzi z roku 1315.